# Teología política
La teología política conforma una parte de la  filosofía política y la teología que investiga las formas en que los conceptos teológicos o formas de pensar se relacionan con la política, la sociedad y la economía. Aunque la relación entre el cristianismo y la política ha sido objeto de debate desde los tiempos de Jesús de Nazaret, la teología política como una disciplina académica comenzó durante la última parte del siglo XX, en parte como respuesta a la labor tanto de Carl Schmitt como de la Escuela de Frankfurt. La publicación Political Theology actualmente examina esta interfaz de fe religiosa y política.